# David Wrigley
David Wrigley (* 1. Juni 1980 in Washago, Ontario) ist ein kanadischer Eishockeyspieler (Stürmer), der zuletzt beim EV Landshut unter Vertrag stand.

## Karriere
Wrigley trat das erste Mal in der Saison 2000/01 in der Ontario Provincial Junior Hockey League (OPJHL) in Erscheinung, in der er für die Couchiching Terriers stürmte und es in 47 Spielen auf 125 Punkte brachte.
In den Jahren zwischen 2000 und 2005 spielte er für das Mercyhurst College in der NCAA, bevor er während der Saison 2004/05 zu Muskegon Fury in die United Hockey League wechselte, für die er auch in der Saison 2005/06 aufs Eis ging.
In der Saison 2006/07 hießen seine Stationen in der ECHL Victoria Salmon Kings und Pensacola Ice Pilots, ehe er 2007 den Sprung nach Europa wagte. In der darauffolgenden Saison 2007/08 stand er anfangs beim EV Landsberg 2000 unter Vertrag. Als dieser aus finanziellen Gründen am Kader sparen musste, folgte er seinem damaligen Coach Larry Mitchell zu den Augsburger Panthern in die Deutsche Eishockey Liga.
Von der Saison 2008/09 bis 2012 lief Wrigley für den EHC München in der 2. Bundesliga auf. Im Juli 2012 unterschrieb er einen Ein-Jahres-Vertrag bei den Tohoku Free Blades.
Vor der Saison 2013/14 kehrte Wrigley wieder nach Deutschland zurück und wurde von den Bietigheim Steelers aus der DEL2 verpflichtet.
Im Juni 2017 wechselte Wrigley zum EV Landshut und absolvierte für diesen in der Saison 2017/18 trotz mehrerer Verletzungen 27 Partien. Anschließend wollte der EVL den Vertrag zunächst auflösen, entschied sich jedoch doch für einen Verbleib des Spielers. Aufgrund einer weiteren Verletzung verpasste Wrigley die komplette Saison 2018/19.

## Statistiken
(Legende zur Spielerstatistik: Sp oder GP = absolvierte Spiele; T oder G = erzielte Tore; V oder A = erzielte Assists; Pkt oder Pts = erzielte Scorerpunkte; SM oder PIM = erhaltene Strafminuten; +/− = Plus/Minus-Bilanz; PP = erzielte Überzahltore; SH = erzielte Unterzahltore; GW = erzielte Siegtore; 1 Play-downs/Relegation; Kursiv: Statistik nicht vollständig)